# Dauletabad
Dauletabad est le plus grand gisement de gaz du Turkménistan. Il fut mis en production en 1983, grâce à un gazoduc traversant l'Asie centrale. Ses réserves initiales étaient estimées à 10 Gbep (1700 G.m³). Il contribua sensiblement à la production soviétique.
Après l'indépendance du pays, son gaz, toujours versé dans le système russe, se retrouva en concurrence avec celui de Gazprom, et, la demande étant insuffisante, la production fut presque arrêtée, mais reprit après 1998.
En 2006, il resterait environ 4 Gbep dans le gisement. Un gazoduc traversant l'Afghanistan est prévu, permettant au Turkménistan d'exporter son gaz vers l'Inde et le Pakistan, plutôt que de dépendre du système russe. Indirectement, l'Europe y perdrait des approvisionnements.